# Pala Catering Management Co
Pala Catering Management Co Ltd, auch Pala Hamburger (chinesisch 派樂漢堡, Pinyin Pàilè Hànbǎo), ist eine chinesische Hamburger Fast-Food-Kette.

## Geschichte

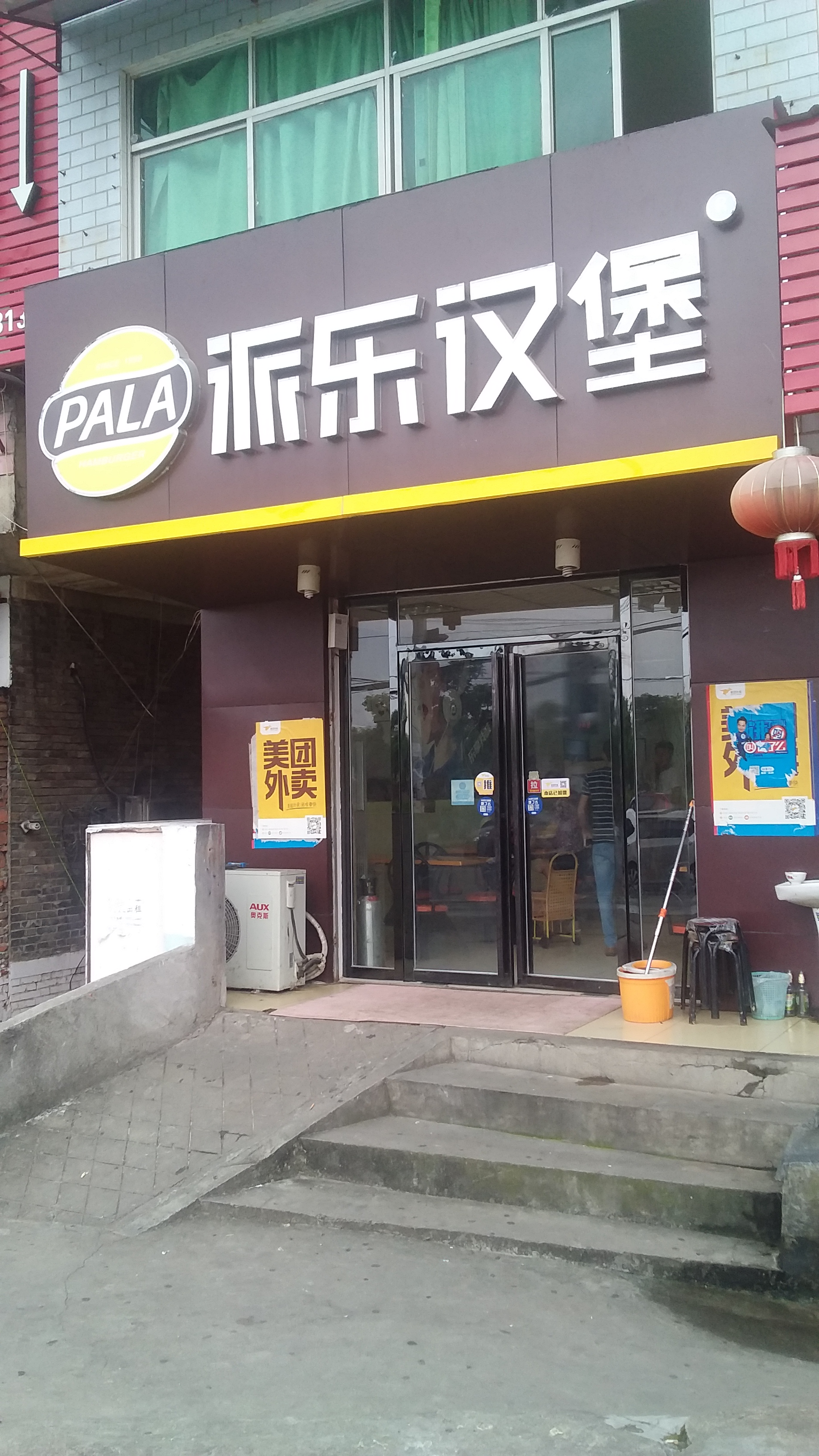
Pala Hamburger in Ji’an, Jiangxi

Pala Hamburger wurde 1999 in Wuhan gegründet. Im Jahr 2012 eröffnete das 1000. Ladenlokal, 2013 eröffnete das 1850. Ladenlokal.